# Levabolli
Il levabolli (detto anche tirabolli) è un particolare artigiano che ripara la carrozzeria delle automobili, eliminando piccole ammaccature (dette appunto bolli, o bollature) causate da per lo più da grandine, ma anche da sportellate o piccoli colpi, nei casi in cui non sia stata intaccata la vernice.

## Descrizione
Parola coniata da "leva" (innalzare, risollevare, togliere) + "bolli" (con radice del francese antico "gibollein=grandine" e poi inteso come ammaccatura o in anatomia ematoma), quindi levabolli. Negli ultimi 3 decenni sviluppatasi come attività artigianale da persone che, con apposite leve, risollevano le ammaccature sulle carrozzerie lasciando la vernice intatta. Attività artigianale diffusa in tutto il globo e specializzata nella riparazione di ammaccature senza l'ausilio di stucco o verniciatura. Attività di riparazione limitata soltanto dalla qualità o integrità della vernice, posizione e grandezza dell'impatto. Non sostituisce l'attività del carrozziere tradizionale che può in realtà fare la riparazione completa sulla carrozzeria, la dove i danni sono tali da impedire al "levabolli" di poter riparare adeguatamente i danni da "impatto" sulla carrozzeria di un automezzo, con il sistema del leveraggio. Nati per necessità qualitative sulle catene di montaggio delle fabbriche automobilistiche, oggi l'attività artigianale è diffusa in tutti i paesi che hanno un parco auto circolante adeguato e all'avanguardia. In francese: "débosselage" "débosseleur". In inglese: "dent puller".